# Frans Haraldsen
Frans Erik Haraldsen, född 10 januari 1976 i Tyresö, är en svensk sångare, låtskrivare och gitarrist. Haraldsen gav ut sitt debutalbum 2003 och sedan dess har han medverkat på åtskilliga visfestivaler, både ensam och i olika artistkonstellationer. Han var bland annat en av de artister som startade gruppen och artistkollektivet Branschen och spelar ofta med de övriga därifrån.
Frans Haraldsen var också med och startade den numera nedlagda Filtfestivalen i Färjestaden. Hans sånger har bland annat legat på Svensktoppen, varav en duett med Sofia Karlsson, titelspåret från det förra albumet Le åt det.

## Diskografi
- Saker som ibland och oftast händer (2003)
- Frans Haraldsens fall är inget undantag (2008)
- Det där hånglet (2006)
- Vardagsrumsturné med Peter Barlach och Frans Haraldsen (2009)
- Live - Samlingsskiva 2003-2009 (2009)
- Le åt det (2010)
- Innan vi dör, hey hey hey[9] (2012)
- Digitalt. Singel. Limited Edition (2017)

### Fotnoter
1. ↑  ”Arkiverade kopian”. Arkiverad från originalet den 17 november 2015. https://web.archive.org/web/20151117041916/http://www.fransharaldsen.com/#. Läst 2 december 2015.
2. ↑  ”Arkiverade kopian”. Arkiverad från originalet den 8 december 2015. https://web.archive.org/web/20151208064451/http://musiklandet.se/ml/index.nsf/1?OpenForm&a=ar&id=43D84609D5B081AAC1256DDC00551121. Läst 2 december 2015.
3. ↑  ”Arkiverade kopian”. Arkiverad från originalet den 8 december 2015. https://web.archive.org/web/20151208121650/http://www.barometern.se/om/frans+haraldsen/. Läst 2 december 2015.
4. ↑  ”Arkiverade kopian”. Arkiverad från originalet den 8 december 2015. https://web.archive.org/web/20151208094214/http://www.mynewsdesk.com/se/pressreleases/nytt-album-med-frans-haraldsen-766615. Läst 2 december 2015.